# Sveučilište u Sieni
Sveučilište u Sieni autonomno je javno sveučilište u talijanskim gradu Sieni. Sveučilište je osnovano 1240. Godine, a danas njegovih 9 fakulteta pohađa oko 20.000 studenata.

## Povezani članak
- Siena